# Steinwand, Rennweg am Katschberg
Steinwand je naselje v Občini Rennweg am Katschberg v Okraju Špital ob Dravi  na Koroškem v Avstriji.